# Alfons Froilaz
Alfons Froilaz (? - ca. 933) (bijnaam: Spaans: el Jorobado, "de gebochelde") was korte tijd koning van Galicië en koning van Asturië en León. Hij regeerde slechts van 925 tot 926.
Froilaz erfde de rijken Galicië en Asturië en León van zijn vader Fruela II. Hij werd echter uit de koninkrijken verdreven door zijn neven Sancho I, Alfons IV en Ramiro II, allen zonen van Ordoño II. Sancho I nam de macht over in Galicië en de rest van Froilaz' vaders koninkrijk ging naar Alfons IV.
Vanaf Alfons Froilaz houdt het Koninkrijk Asturië op te bestaan, vanaf nu wordt het koninkrijk León-Asturië.